# Holz (Sankt Wolfgang)

Holz 1, Traufseite (gestitchtes Panorama)

Holz  ist ein Gemeindeteil  von St. Wolfgang im oberbayerischen Landkreis Erding.

## Lage
Die Einöde Holz liegt 2,75 Kilometer südöstlich des Rathauses des Gemeindehauptorts Sankt Wolfgang.
Das zweigeschossige Wohnstallhaus des Hakenhofes und daran angebaute Ökonomiegebäude mit Satteldach und reizvoll bemaltem Traufbundwerk stammen aus dem Anfang des 19. Jahrhunderts. Sie sind als Baudenkmal in die Liste der Baudenkmäler in Sankt Wolfgang eingetragen.

## Bevölkerungsentwicklung
Um 1970 gab es in Holz zehn Einwohner. Im Mai 1987 lebten dort neun Einwohner in zwei Wohngebäuden, von denen eines in zwei Wohnungen aufgeteilt war.
| Jahr      | 1970 | 1987 |
| Einwohner | 10   | 9    |